# Cayes de Sapodilla
Les Cayes de Sapodilla est une atoll inhabité du golfe du Honduras, proche de Punta Gorda, appartenant administrativement au District de Toledo. C'est l'une des 450 îles de la barrière de corail du Belize.

## Description
L'atoll est un système de cayes, ou îles sableuses basses, qui font partie du Mesoamerican Barrier Reef System (en). Les îles sont contestées territorialement par le Guatemala alors qu'elles sont dans les eaux du Belize, ainsi que par le Honduras.

## Protection
La Sapodilla Cayes Marine Reserve est une aire marine protégée de catégorie IV par l'IUCN créée en 1996 et administrée par le Département des pêches du Belize.